# Nehemiah Knight

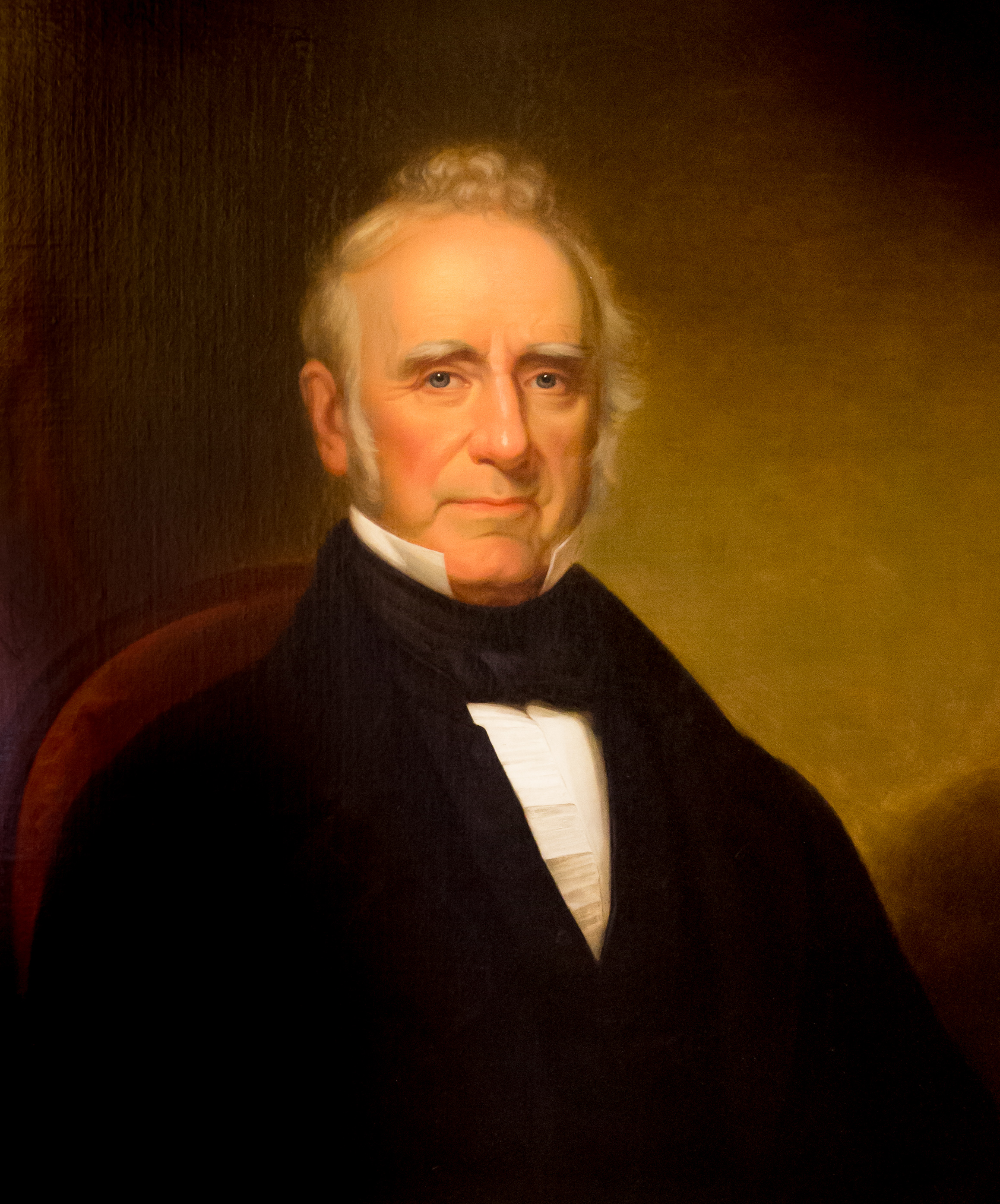
Nehemiah Knight

Nehemiah Knight (* 23. März 1746 in Knightsville (heute Cranston, ein Vorort von Providence), Colony of Rhode Island and Providence Plantations; † 13. Juni 1808 ebenda) war ein US-amerikanischer Politiker, der Rhode Island im US-Repräsentantenhaus vertrat.
Knight besuchte die Gemeinschaftsschulen und beschäftigte sich dann mit landwirtschaftlichen Arbeiten. Ferner war er von 1773 bis 1800 als Stadtschreiber tätig. Er wurde zwei Mal, 1783 und 1787, in die General Assembly von Rhode Island und Providence Plantations gewählt. 1787 war er als Sheriff von Providence County beschäftigt. Er wurde als Mitglied der Demokratisch-Republikanischen Partei in den 8., 9. und 10. US-Kongress gewählt, wo er vom 4. März 1803 bis zu seinem Tod tätig war. Knight wurde auf einen kleinen Friedhof an der Cranston Street und Phoenix Avenue in "Knightsville", Providence beigesetzt.
Sein Sohn Nehemiah R. Knight war Gouverneur und US-Senator von Rhode Island.